# Hypognatha cambara
Hypognatha cambara Levi, 1996 è un ragno appartenente alla famiglia Araneidae.

## Etimologia
Il nome della specie deriva dalla località brasiliana di rinvenimento: Cambará do Sul

## Caratteristiche
Il paratipo femminile rinvenuto ha dimensioni: cefalotorace lungo 1,62mm, largo 1,36mm; opistosoma lungo 3,1mm, largo 3,2mm.

## Distribuzione
La specie è stata reperita in Brasile: a Itaimbézinho, località del comune di Cambará do Sul nello stato del Rio Grande do Sul.

## Tassonomia
Al 2014 non sono note sottospecie e dal 1996 non sono stati esaminati nuovi esemplari.